# EPTV Central
EPTV Central é uma emissora de televisão brasileira sediada em São Carlos, cidade do estado de São Paulo. Opera no canal 6 (25 UHF digital) e é afiliada à TV Globo.
É uma das quatro emissoras da EPTV, rede de televisão baseada em Campinas, e gera sua programação local para 42 municípios do interior paulista. Seus estúdios estão localizados no bairro do Jardim São Paulo, juntamente com sua co-irmã EP FM São Carlos, e seus transmissores estão no mesmo local. A emissora também mantém em Araraquara uma sucursal avançada com estúdio para entrevistas, redação e departamento comercial.

## Sinal digital
| Canal virtual | Canal digital | Resolução de tela | Programação                                   |
| ------------- | ------------- | ----------------- | --------------------------------------------- |
| 6.1           | 25 UHF        | 1080i             | Programação principal da EPTV Central / Globo |

A emissora iniciou os testes para implantação do seu sinal digital em fevereiro de 2009, pelo canal 42 UHF, e somente 16 meses depois, em 31 de maio de 2010, o sinal digital da emissora foi oficialmente lançado para São Carlos e Araraquara. Em 7 de dezembro de 2018, a emissora realocou seu sinal digital para o canal 25 UHF.
Transição para o sinal digital
Com base no decreto federal de transição das emissoras de TV brasileiras do sinal analógico para o digital, a EPTV Central, bem como as outras emissoras de São Carlos, cessou suas transmissões pelo canal 6 VHF no dia 12 de dezembro de 2018, seguindo o cronograma oficial da ANATEL. A emissora exibiu um boletim ao vivo apresentado pelos jornalistas Iara Ruffini e Rafael Castro, que mostraram através do controle mestre da emissora o sinal sendo cortado às 23h59, e sendo substituído por um aviso do MCTIC e da ANATEL sobre o switch-off.

## Controvérsias
Em 30 de maio de 2018, durante a cobertura da Greve dos caminhoneiros, uma equipe da emissora que fazia imagens da Rodovia Anhanguera em Leme foi agredida por manifestantes que participavam do movimento. Pouco depois de uma entrada para o Jornal da EPTV 1ª edição, o cinegrafista Marlon Tavoni e o auxiliar de externa Janesi Rigo foram agredidos, e tiveram seus equipamentos quebrados e o carro de reportagem apedrejado. A repórter Patrícia Moser conseguiu fugir e acionar a Polícia Militar Rodoviária, que chegou ao local em 5 minutos. Os dois agredidos foram socorridos pela Intervias, concessionária da rodovia. O incidente foi repudiado por várias associações e sindicatos de imprensa.